# Iraklia (wyspa)
Iraklia (gr. Ηρακλειά) – grecka wyspa na  Morzu Egejskim, w archipelagu Cyklady, o powierzchni 19 km². Główną miejscowością i portem jest Agios Georgios.

## Zabytki i atrakcje turystyczne
- Jaskinia świętej ikony Agios Giannis, największa na Cykladach z bogatą szatą naciekową[2], w której pod koniec XIX wieku pasterz odnalazł ikonę, która jest przechowywana w kościele w miejscowości Hora. W ostatni weekend sierpnia odbywają się tam obchody związane z ikoną[1];
- ruiny zamku Livadi z IV wieku p.n.e.[2]
- plaża Livadi;
- plaża Alimia[1].